# فلتافا

مسار النهر

نهر فلتافا (بالتشيكية: Vltava)، أو مولداو (بالألمانية: Moldau) هو أطولُ نهرٍ في الجمهورية التّشيكيّة والرّافد الأكبر لنهر إلبه، حيثُ يبلغُ طولُه 430 كم. ينبع النَّهر من الحدود الجنوبيِّة للبلاد حتَّى سلسلة جبال شومافا في شمالها مارًّا بالعاصمة التّشيكيِّة براغ ويتَّحدُ مع نهر الإلبه في بلدة ميلنك.

## الفيضانات
أحدُ الأسباب الّتي أدّتْ إلى بناء العديد من السّدودِ الكبيرةِ على امتدادِ نهر فلتافا هي الأضرارُ الوخيمة النّاجمة عن فيضاناته.

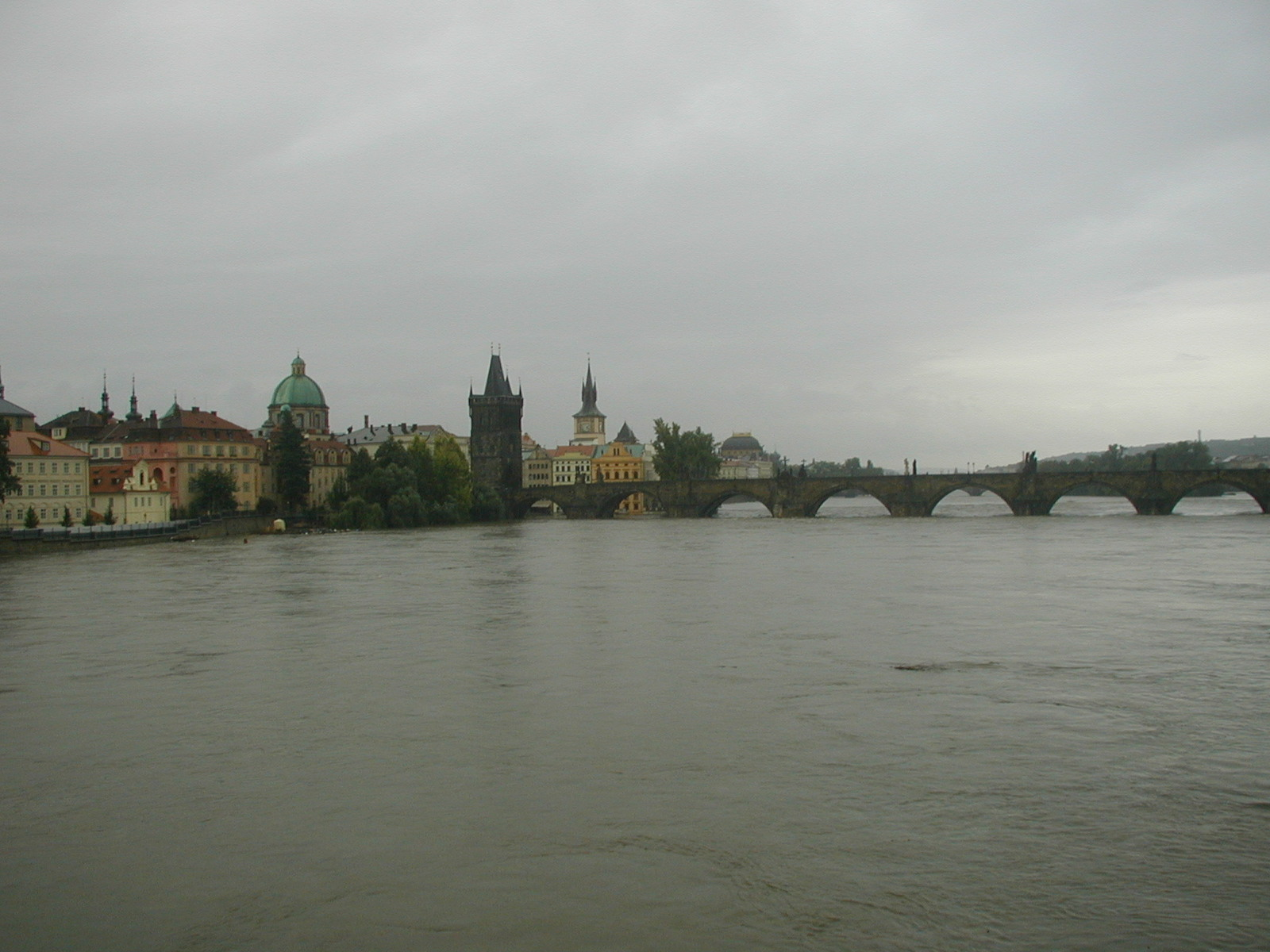
جسر تشارلز أثناء الفيضان عام 2002.

إنّ فيضانات فلتافا عام 2002 لم يسبق لها مثيلٌ حتّى الآن. في حين أنَّ معدَّل متوسّط تدفّق النّهر يبلغ حوالي 150 م³/ث، فقد قُدِّر تدفّقه حين ذلك الفيضان بـ 5300 م³/ث. وعلى إثْرِ هذا الفيضان (مِن نهر فلتافا وإلبه وروافدها) فقد لقى 17 شخصًا مصرعَهم في أنحاء التشيك، وأمّا في حديقة الحيوان فقد غَرِق فيل. وقد قُدِّرتْ جميعُ الأضرار بـ 3,3 مليار يورو.

## معرض الصور

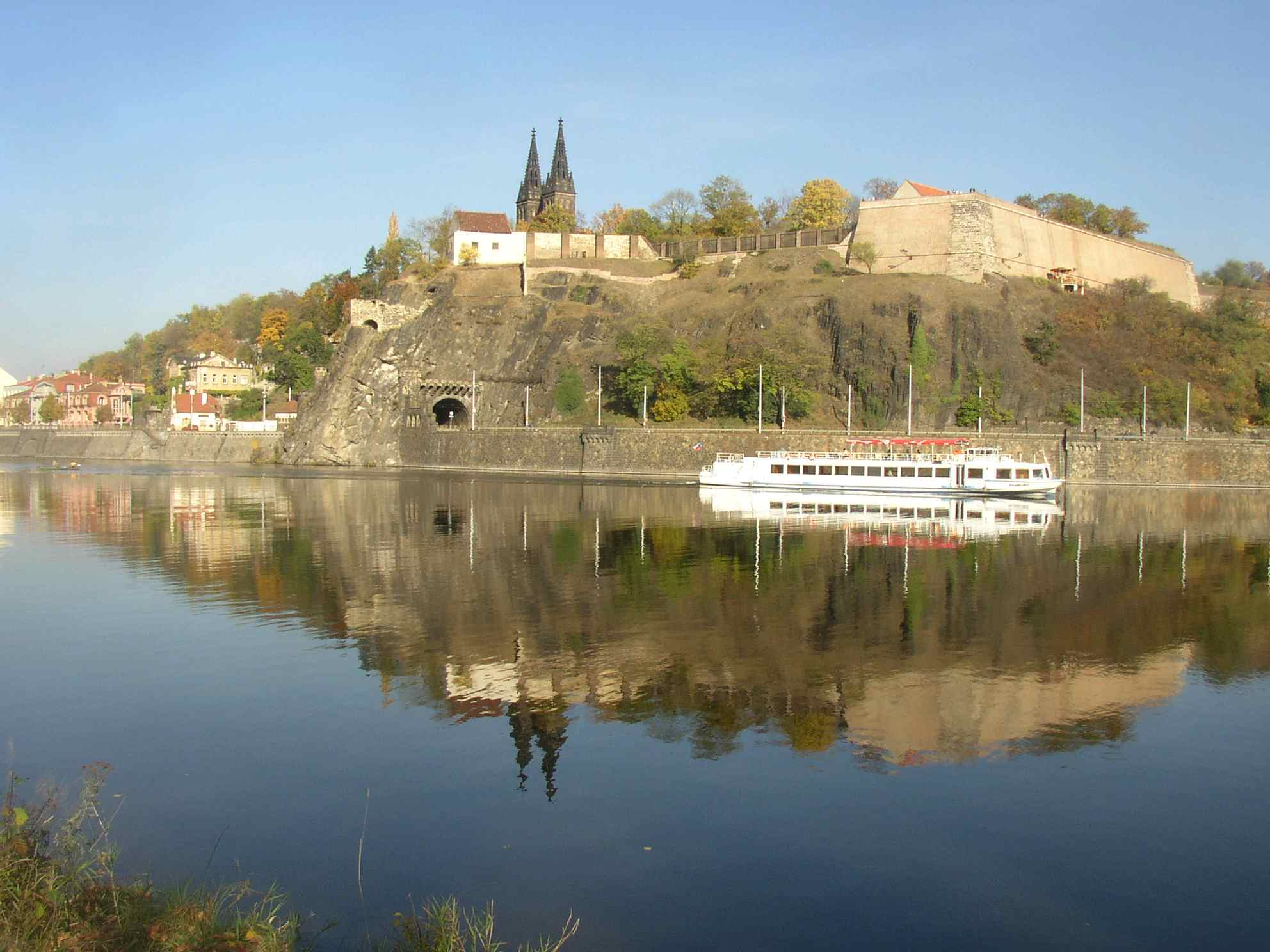
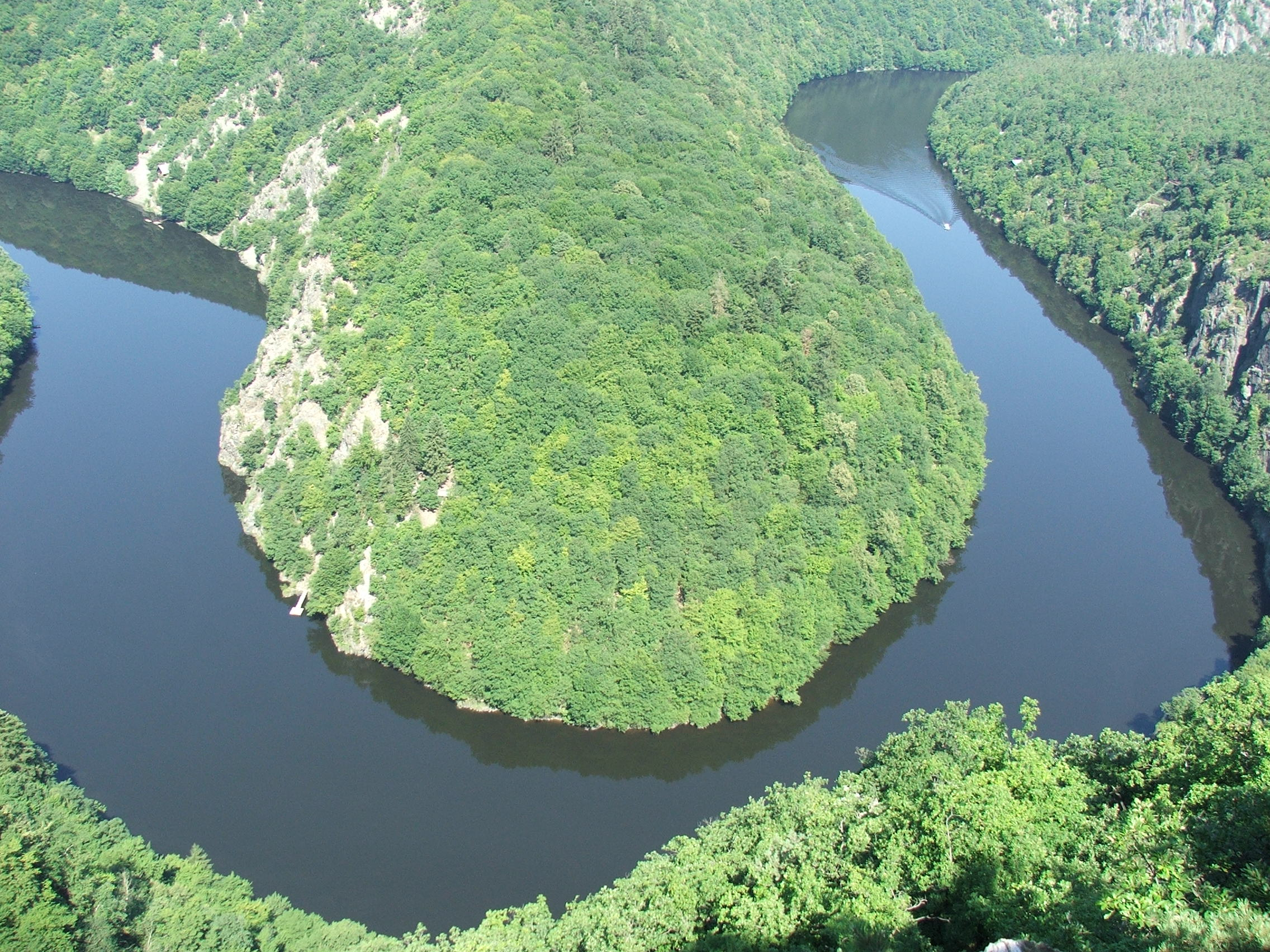
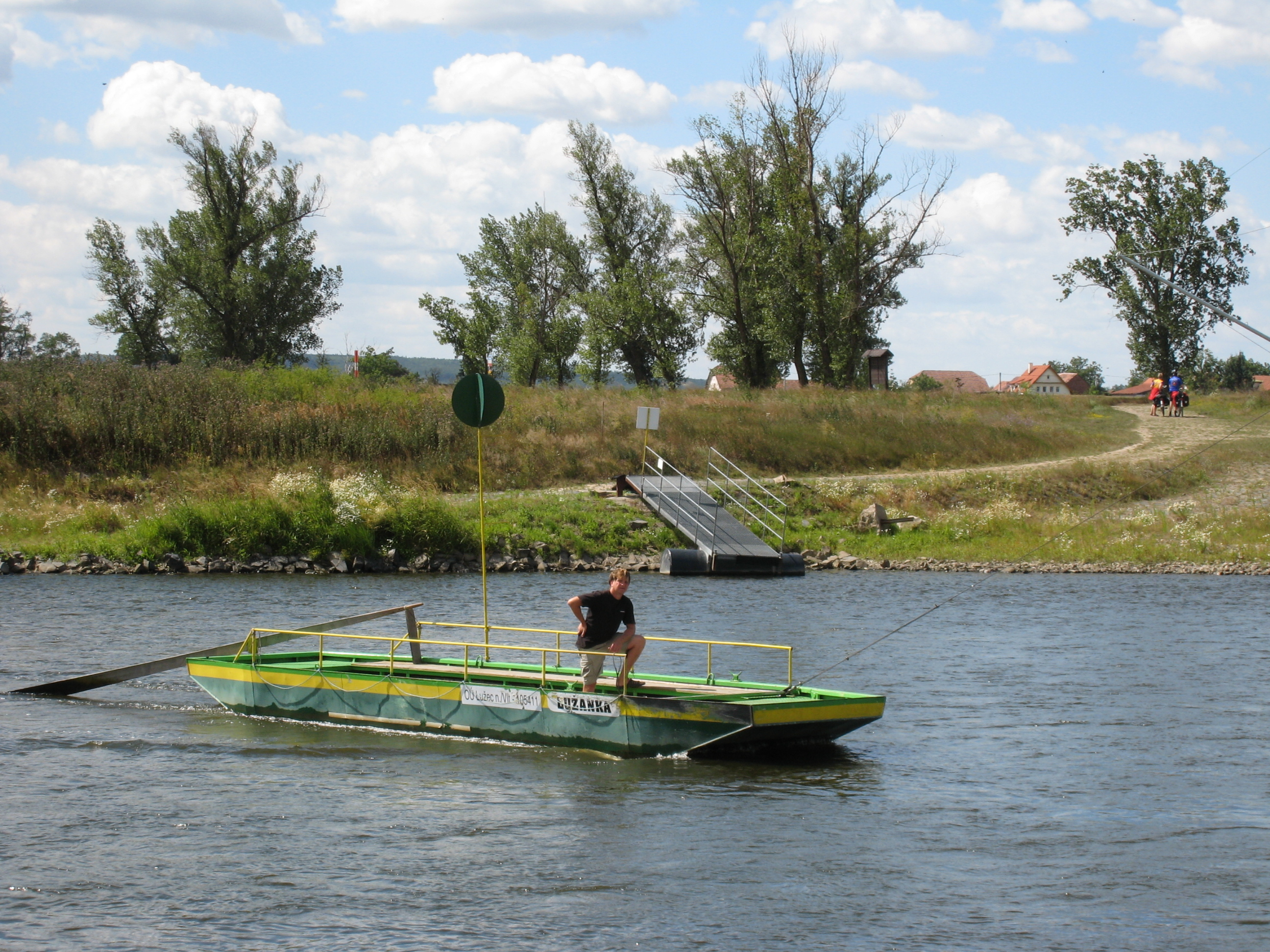
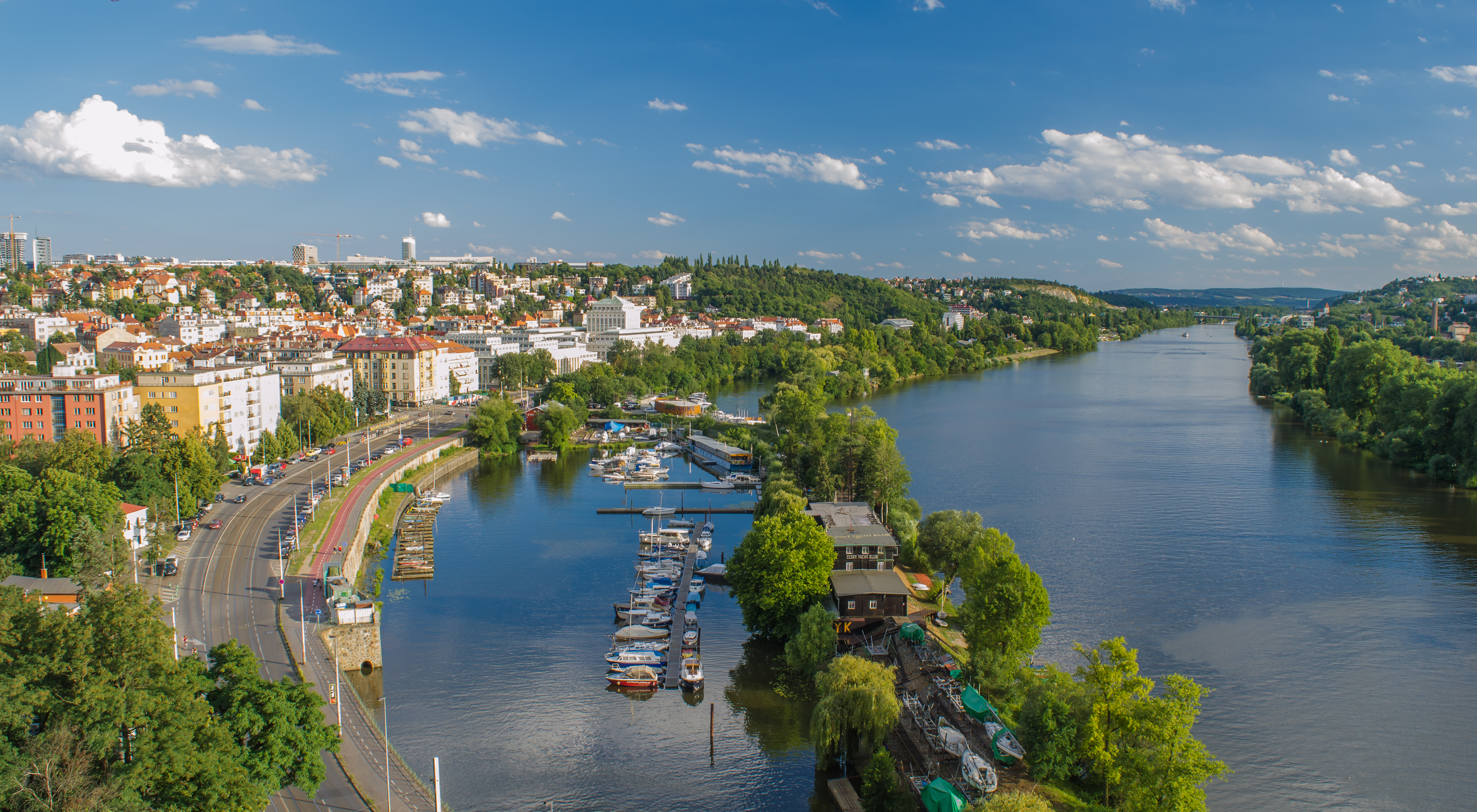
نهر فلتافا من قلعة فيشهراد